# Clubbell
I clubbell o Indian clubs ("clave indiane") sono una categoria di attrezzature popolare nel tardo XIX secolo e ad inizio del XX secolo, in Europa, nel Commonwealth britannico e negli Stati Uniti d'America. Sono a forma di birillo da bowling "club", di varie dimensioni e pesi ed usati in diversi programmi di allenamento. Potevano variare da poche libbre ciascuno, fino ai club speciali che possono pesare fino a 50 libbre. In Europa il peso è suddiviso in pezzature da 2 kg, 3 kg, 4 kg, 6 kg, 8 kg, 9 kg, 10 kg, 12 kg, 15 kg, 20 kg, peso che consente, grazie all'impugnatura, di poter essere utilizzato, sia ad una, che a due mani. Venivano usati, sia durante allenamenti di routine, che in unione ad altri esercizi di gruppo, guidate da un istruttore, posto davanti alla persona che eseguiva il movimento, esattamente come una lezione di moderna aerobica. Le routine variavano in base alle capacità del gruppo e il peso dei club utilizzati. Grazie a Sim D.Kehoe i clubbell indiani vennero esportati dall'Inghilterra agli Stati Uniti.

## Diffusione
I Clubbel furono molto popolari durante il periodo della tarda Epoca vittoriana. Venivano principalmente utilizzati dai cadetti militari e dalle signore benestanti. Apparvero alle Olimpiadi come disciplina nel 1904 e nel 1932. Tra il 1900 ed il 1920 vennero poi costruite nuove palestre, solo per far fronte all'incremento di persone che desideravano esercitare tale pratica sportiva. Tra gli anni 20' e 30', con la maggior popolarità degli sport organizzati, il loro interesse iniziò a calare. Le routine regolamentate di esercizi, come quelle richieste dai club indiani, furono relegate ai soli atleti professionisti ed ai militari, gli unici in grado di avere accesso ad una strumentazione ed un addestramento più efficaci e più moderni.
Anche se le torce e altri oggetti sono stati da secoli utilizzati in giocoleria, i club moderni vennero ispirati dal club indiano, per la prima volta riproposti nel 1800 da DeWitt Cook.

## Esercizi
Maneggiare una clava richiedeva capacità statiche che difficilmente si possono acquisire con i kettlebell, ma, che, una volta sviluppate, incrementano la forza generale, e fornire quella maggior abilità, sicuramente utile, a coloro che intendono avvicinarsi alle competizioni di girevoy, o ghiri-sport.
I Clubbells o Indian Club erano uno strumento ideale per aggiungere varietà al kettlebell training. Tale pratica migliorava lo sviluppo della spalla e la forza di presa. I movimenti circolari dei Clubbells offrirono enormi vantaggi in termini di flessibilità e nella prevenzione di infortuni alla spalla.

## Oggi
Sono molti gli appassionati di fitness che hanno rilanciato la popolarità delle clave nei tempi moderni, citando l'esercizio aerobico e i vantaggi nella sicurezza, rispetto ai tradizionali allenamenti con i pesi liberi. Nei giorni nostri si trovano repliche nostalgiche dei clubbell originali fabbricati a fine '800. Con gli aggiornamenti dell'ingegneria moderna le Indian Clubs sono comunemente chiamate Clubbell.